# حمض آلانتويك
حمض آلانتويك «الحمض السقائي» أو حامض الألونتويك (بالإنجليزية: Allantoic acid )‏  هو مركب عضوي صيغته الكيميائية C4H8N4O4 . وهو حمض بلوري يتم الحصول عليه عن طريق التحلل المائي للآلانتوين .